# Теснолинейка Ахтопол – Бродилово – Кости
Железопътната линия Ахтопол – Бродилово – Кости е теснолинейна линия с междурелсие 600 mm, днес закрита и демонтирана, съществувала в Югоизточна България, област област Бургас.

## Предистория
Основният поминък на населението в района на долината на река Велека е дърводобивът и производството на дървени въглища, което през 20-те години на XX век бележи ръст. През 1926 г. се основава Английско-българско акционерно дружество, което получава от правителството концесия за експлоатация на горите в района на Малко Търново и Василико, а по-късно и районът между реките Велека и Резовска за 40 години. Това е заплаха за поминъка на населението в Странджа, което е организирано в малки горски кооперации. Масовите протести на местното население против концесията, които са подкрепени в цялата страна, довеждат до нейната отмяна.
Още докато текат протестите концесионерите планират построяването на теснолинейка от Ахтопол до Каръмлък и разширяване на пристанището в Ахтопол. Изготвени са предварителни проекти и е набелязано трасето. Отмяната на концесията замразява и проектът за железницата и пристанището.

## Строеж
През 1929 г. малките горски кооперации са обединени в Странджански горски кооперативен съюз. Извозването на готовата продукция се извършва с биволски и волски впрягове по временни и горски пътища. През 1946 г. се решава да се използват проучванията от 1927 г. за железопътната линия и на следващата година строителството започва. В участъка от Ахтопол до Кости строежът се извършва от трудоваци, а в участъка от Тъмна река – местността „Качул“ работят младежки бригади. През 1949 г. е въведен в експлоатация участъкът от Ахтопол до Бродилово с дължина 19 km, а през 1954 г. – от Бродилово до Кости – 14 km. През 1952 г. е предложено теснолинейката да се преустрои за по-широко междурелсие – 760 mm, с цел да се повиши превозната способност, но това не е реализирано. Останалият участък Кости – Тъмна река е само трасиран и релси никога не са полагани.

## Експлоатация
Теснолинейката се използва за превоз на дървен материал (минни подпори, дъски, трупи и заготовки за железопътни траверси), добити от странджанските гори до пристанището в Ахтопол. Експлоатацията се осъществява от Странджанския кооперативен горски съюз. По линията няма експлоатационни пунктове, няма и утвърдено разписание. На няколко места има коловози за разминаване на композициите. Нямало е жична телефонна линия, имало е определени часове за придвижване на съставите. Експлоатацията се осъществява с предадени от БДЖ три теснолинейни парни локомотива от серята 400.60: 491.60, 485.60 и 487.60, с по 5 – 6 вагона. Локомотивите са правели по един курс на ден от Ахтопол до Кости и обратно. Обикновено са работели по два локомотива, а третия е бил в резерв.

## Закриване
През пролетта на 1954 г. река Велека приижда и отнася моста в местността „Кренеро“ в околностите на село Кости. От тогава до средата на 1956 г. дървата и продукцията от фабриката в с. Кости – греди, дъски, минни подпори, паркет и заготовки за траверси, се извозват с биволски и волски впрягове до мястото на прекъснатата жп линия, където е направен временен склад, от който е претоварвана на вагони. В края на лятото на 1956 г. линията е закрита и почти веднага демонтирана. За това допринася и завършеното строителство на осемкилометров път, свързващ селото с път II-99 и прехвърлянето на товарите на автомобилен транспорт.